# ArcelorMittal
ArcelorMittal S.A. (Phát âm tiếng Pháp: [aʁsəlɔʁmiˈtal]) là một tập đoàn thép đa quốc gia có trụ sở chính ở thành phố Luxembourg, được thành lập năm 2006 khi hãng Mittal Steel của Ấn Độ thâu tóm và sáp nhập hãng Arcelor. ArcelorMittal là nhà sản xuất thép lớn nhất thế giới với sản lượng thép thô hằng năm đạt 92.5 triệu tấn từ năm 2018. ArcelorMittal xếp thứ 123 trong xếp hạng 500 doanh nghiệp lớn nhất toàn cầu của Fortune Global 500 năm 2017

## Sản phẩm và hoạt động
ArcelorMittal tham gia hoạt động nghiên cứu và phát triển, khai khoáng và ngành thép. Từ tháng 5 năm 2017, hãng này đã sản xuất 200 mác thép riêng cho ngành ô tô, phân nửa số này đã được giới thiệu từ năm 2007. Trong số ấy là mác Usibor 2000 được giới thiệu tháng 6 năm 2016 và được phân phối 1 năm sau đó. Loại thép bền cao cho ô tô này được giới thiệu là bền hơn 1,3 lần các loại thép hiện có cho ngành sản xuất ô tô.

## Cơ sở vật chất
Trụ sở chính ở Luxembourg. Các nhà máy chính bao gồm:
- Timóteo Plant - Minas Gerais, Brazil
- ArcelorMittal Ghent - Zelzate, Bỉ
- Kryvorizhstal - Kryvyi Rih, Ukraine
- Plants in Aktau, Temirtau, Kazakhstan
- Plants in Ostrava, Cộng hòa Séc
- ArcelorMittal Mexico - Lazaro Cardenas, Mexico
- Katowice Steelworks - Dąbrowa Górnicza, Ba Lan
- Tadeusz Sendzimir Steelworks - Kraków, Ba Lan
- Hunedoara steel works - Hunedoara, Romania
- Galați steel works - Galaţi, Romania
- El Hadjar Complex - El Hadjar, Algeria
- Dofasco - Hamilton, Ontario, Canada
- Ilva Taranto steelworks - Taranto, Italy
- Hibbing Taconite - Hibbing, Minnesota, Mỹ

Các đơn vị liên kết bao gồm:
- Annaba steel complex - Anaba, Algeria (Liên kết với hãng Sidar)
- Ouenza and Boukhadra mines - Algeria (Liên kết với hãng Sidar)
- I/N Kote - New Carlisle, Indiana (xây dựng từ 1991,Liên kết với hãng Nippon Steel)
- AM/NS Calvert - Calvert, Alabama (đối tác 50/50 với Nippon Steel)
- ArcelorMittal Aços Longos - Brazil (cũng do Belgo-Mineira sở hữu)